# Yves Lequin
Yves Lequin est un historien français, né le 11 août 1935 à Mâcon et mort le 23 décembre 2020 à Lyon. Il a profondément renouvelé le domaine de l'histoire sociale en France.

## Biographie
Yves Lequin est né le 11 août 1935 à Mâcon (Saône-et-Loire).
Élève de la khâgne du lycée du Parc à Lyon, avec Maurice Garden, Gilbert Garrier et Pierre Goujon, il est reçu à l'agrégation d'histoire en 1960. 
Comme Gilbert Garrier, Maurice Garden et d'autres, Yves Lequin fait partie des élèves de Pierre Léon, qui les suit de près et les encourage pendant leur thèse, après les avoir préparés à l'agrégation. Il leur enseigne une histoire économique et sociale qui se rattache à l'école des Annales. Comme le dit plaisamment Pierre Goubert, ils constituent « la bande à Léon ».
Yves Lequin enseigne quelque temps au lycée d'Annecy, puis travaille au Centre national de la recherche scientifique et achève sa thèse sur Les Ouvriers de la région lyonnaise (1848-1914) en 1975. Elle est publiée aux Presses universitaires de Lyon en 1977.
Professeur à l'université Lyon-II en 1976, il dirige de nombreux travaux. Membre actif du comité éditorial de la revue Le Mouvement social, il est également directeur d'ouvrages importants comme Les Malheurs des temps, avec Jean Delumeau, et La Mosaïque France.
Il participe à plusieurs reprises à l'émission Apostrophes, est recruté à l’Institut universitaire de France, et crée en 1989 la Maison Rhône-Alpes des sciences de l’homme. Il préside le comité scientifique du Centre d'histoire de la résistance et de la déportation.
Disposant d'un pouvoir important à l'université, mais ayant l'esprit souvent subtil et caustique, il est touché à la fin de sa carrière pour avoir accordé avec des universitaires complaisants, un DEA négationniste : l'affaire Jean Plantin. En 1990, Jean Plantin, étudiant en histoire à Lyon III, soutient une maîtrise consacrée au pionnier du négationnisme, Paul Rassinier, sous la direction de Régis Ladous, qui lui décerne une mention Très Bien. L'année suivante, Lyon 2, lui délivre un DEA d'histoire contemporaine pour son travail sur « les épidémies de typhus exhanthématique dans les camps de concentration », dirigé par Yves Lequin. En juin 1999, à la suite de la condamnation de Jean Plantin pour publicité d'ouvrages négationnistes dans sa revue Akribeia, une contre-enquête permit de montrer dans quelles conditions scandaleuses Jean Plantin a obtenu ces diplômes. Le président de Lyon 2, Bruno Gelas refuse de reconnaître les thèses révisionnistes du DEA, et de nier les dysfonctionnements. Depuis, Régis Ladous et Yves Lequin ont dû tous deux démissionner de leurs fonctions respectives de présidence des DEA d'histoire des religions à Lyon III et d'Histoire moderne et contemporaine à Lyon 2.
Atteint d'une maladie neurologique, il meurt le 23 décembre 2020,.

## Travaux
Sa thèse de doctorat, Les ouvriers de la région lyonnaise, « monumentale », est un « projet d’une histoire globale qui prend ses distances à l'égard d'Ernest Labrousse et de Fernand Braudel en privilégiant la démographie historique et la quête des comportements collectifs plutôt que les seules structures socio-économiques » ; elle met en valeur les processus et les dynamiques — celles de la famille et du travail — plutôt que les seules structures, et rompt ainsi avec une approche marxiste,.
Les études consacrées à « la mémoire collective des métallurgistes de Givors » et aux « Jalons pour une histoire de la culture ouvrière en France », publiées au début des années 1980, montrent une prise de distance envers une histoire ouvrière qui se réduirait à celle des organisations et du mouvement ouvrier. L'attention aux processus mémoriels, à l'histoire orale, aux résistances jouent un rôle dans le renouvellement de l'histoire sociale. De même, l'histoire urbaine a bénéficié de la vision de Lequin, qui n'inscrit pas l'histoire ouvrière dans un monde clos, mais est attentif à l'intégration dans l'espace, aux solidarités de quartier, et plus généralement veut « comprendre l'intégration des travailleurs à la nation », ce qui fait dire à Serge Berstein qu'il passe « de l'histoire sociale à l'histoire de la société ».
Il dirige une ambitieuse Histoire des Français en trois tomes, ouvrage d'histoire sociale qui fait une large place à l'étude de la mobilité sociale, et à ses freins, présentant les stratégies familiales et les enjeux de chaque condition : « De plus en plus, au fur et à mesure qu'avance le XIXe siècle, c'est la classe sociale qui fait l'identité première des individus et guide essentiel de leur destinée, personnelle et collective ». Alain Corbin reconnaît dans l'ouvrage une lecture stimulante et riche, marquée selon lui par une historiographie alors dominante, inspirée par Ernest Labrousse et Pierre Léon.
Yves Lequin collabore aux notices du Maitron, et y développe pour les femmes et pour les étrangers, une attention particulière aux dynamiques de la parenté, des migrations et du métier.
En 2005 paraît Ouvriers, villes et société. Autour d'Yves Lequin et de l'histoire sociale, ouvrage qui reprend des textes anciens de l'historien et des contributions réflexives, revenant sur le rôle et la portée de ses idées pour l'histoire sociale.